# FC Volendam
Football Club Volendam (normalt bare kendt som FC Volendam) er en hollandsk fodboldklub fra Volendam. Klubben spiller i den bedste række, Eredivisie.
FC Volendam blev stiftet den 1. juni 1920, og spiller sine hjemmekampe på Kras Stadion.

## Titler
Eerste Divisie
- Vindere: 1958–59, 1960–61, 1966–67, 1969–70, 1986–87, 2007–08
- Promoverede: 1976–77, 1982–83, 2002–03, 2021–2022

KNVB Cup
- Anden plads: 1957–58, 1994–95

## Historiske slutplaceringer
| Sæson   | Niveau | Liga           | Placering | Kilde | Notering                 |
| ------- | ------ | -------------- | --------- | ----- | ------------------------ |
| 2020–21 | 2.     | Eerste divisie | 6.        | [ 1 ] |                          |
| 2021–22 | 2.     | Eerste divisie | 2.        | [ 2 ] | Oprykning til Eredivisie |
| 2022–23 | 1.     | Eredivisie     | .         |       |                          |

## Kendte spillere
- Wim Jonk
- Michael Reiziger
- André Ooijer
- Robert Molenaar